# عکاسی فروسرخ
تفاوت دو عکس؛ عکس بالا به صورت طبیعی و عکس پایین با دوربین مجهز به فروسرخ
عکاسی فروسرخ یا عکاسی مادون قرمز تکنیکی است که در آن قسمت مرئی نور حذف می‌شود و فقط پرتوهای فروسرخ ثبت می‌شوند. رفتار انعکاسی فروسرخ با نور مرئی فرق دارد و چون چشم انسان فروسرخ را نمی‌بیند، عکس‌هایی به وجود می‌آید که در واقعیت دیده نمی‌شوند. نمونه‌ای از تفاوت‌ها، انعکاس گیاهان است که در عکاسی فروسرخ، به رنگ سفید ثبت می‌شوند. 

## فیلتر فروسرخ
برای عکاسی فروسرخ به فیلتر فروسرخ نیاز است. این فیلتر نور مرئی را حذف می‌کند و فقط نور فروسرخ را از خود عبور می‌دهد.

## دوربین مناسب
برخی از دوربین‌ها بر روی سنسور خود، فیلتر سدکنندهٔ فروسرخ دارند که نمی‌توان با آن‌ها عکاسی فروسرخ کرد.

## نگارخانه

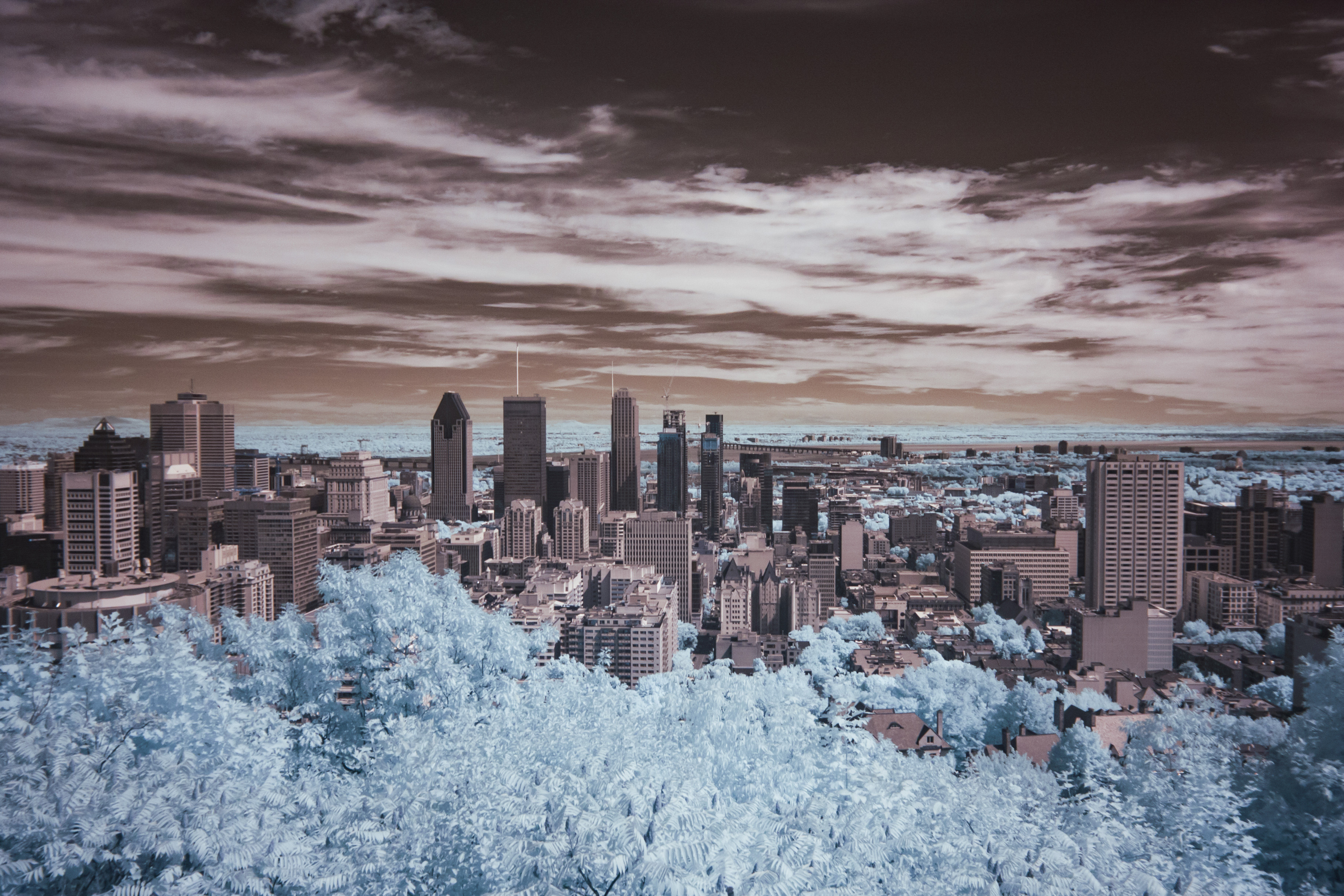
نمای مادون قرمز مونت رویال
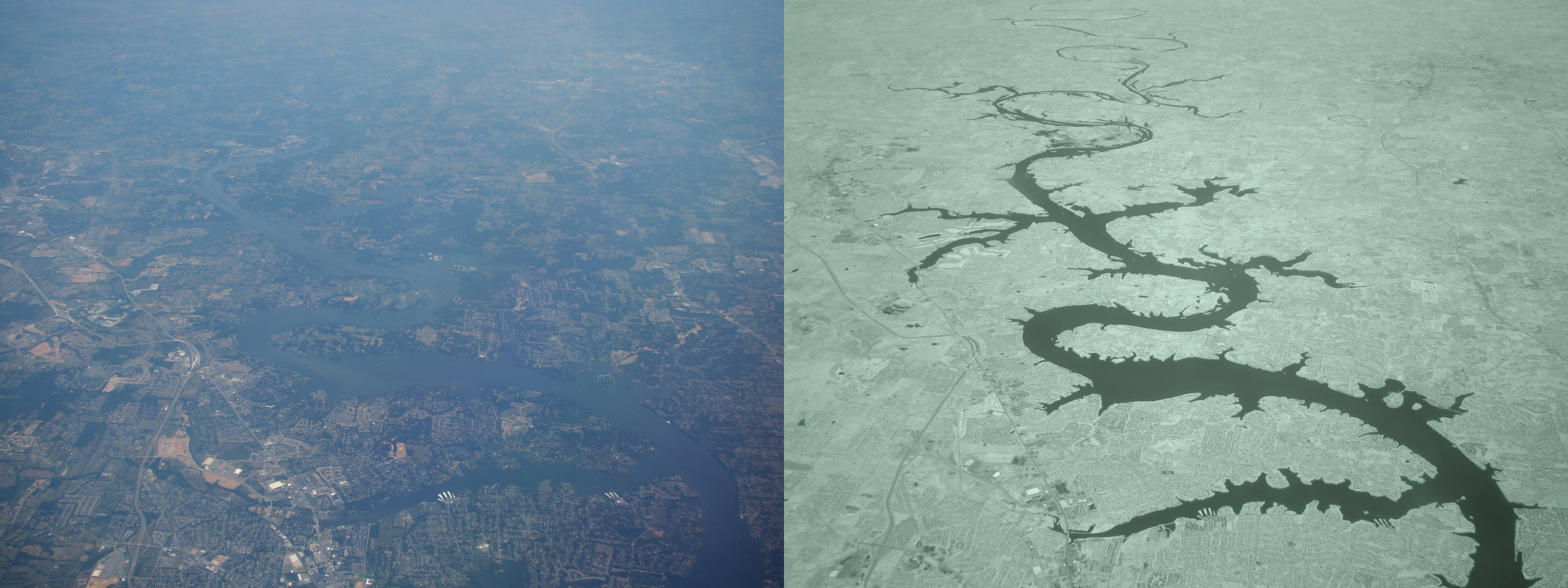
سمت چپ: تصویر طبیعی سمت راست: تصویر فروسرخ
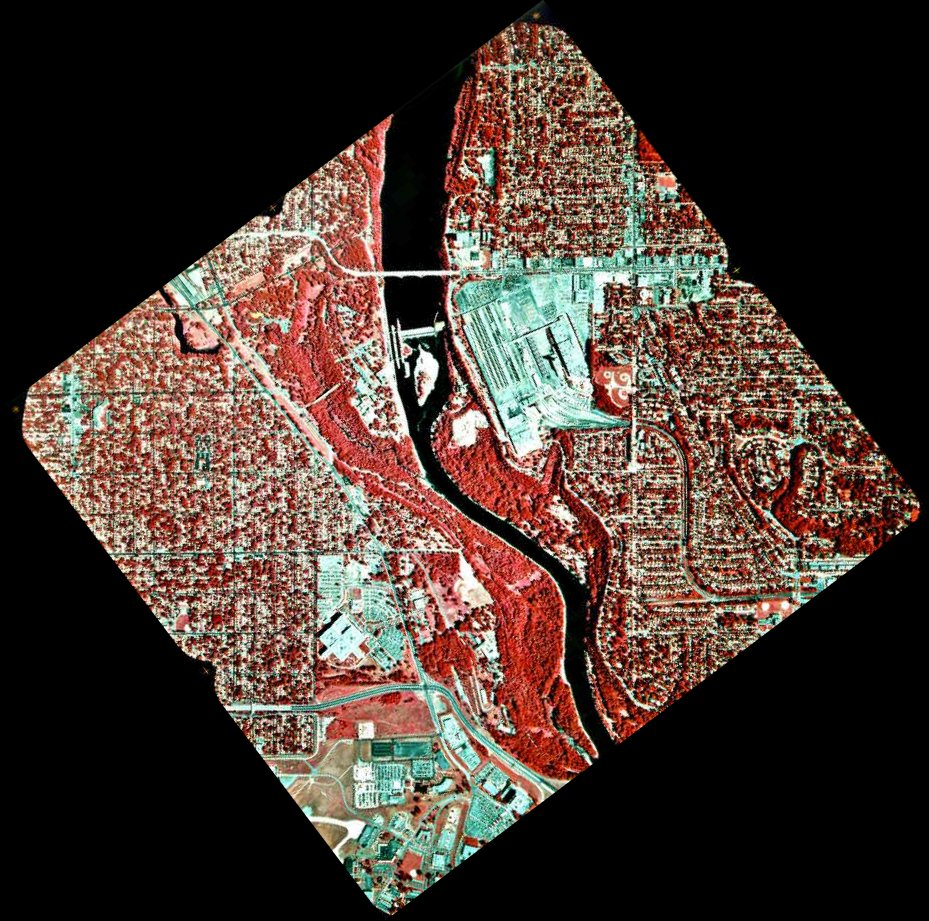
تصویر مادون قرمز از رودخانه میسیسیپی که از پل و سد عبور می‌کند، بین شاخ و برگ قرمز در سمت چپ، و پارکینگ‌ها و ساختمان‌های آبی در سمت راست
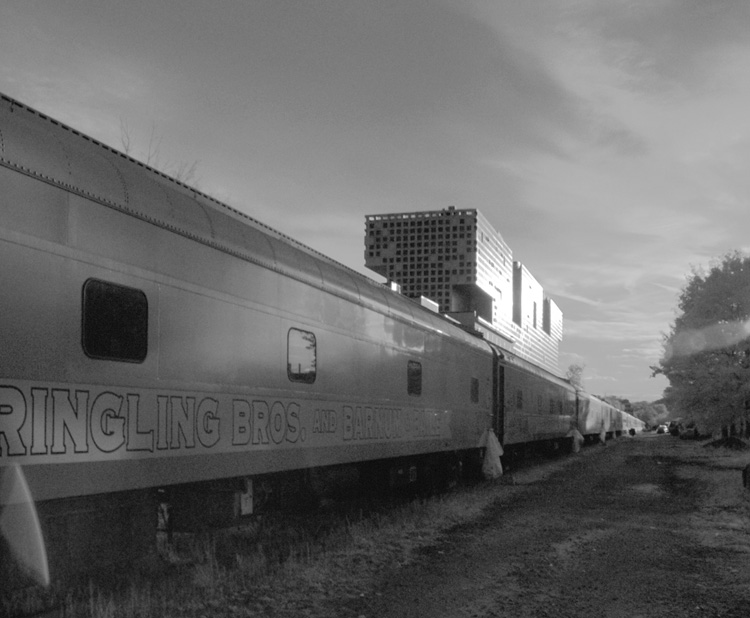
عکسی نزدیک به مادون قرمز از قطار برادران رینگلینگ که در نزدیکی MIT در کمبریج، ماساچوست در حال حرکت است.
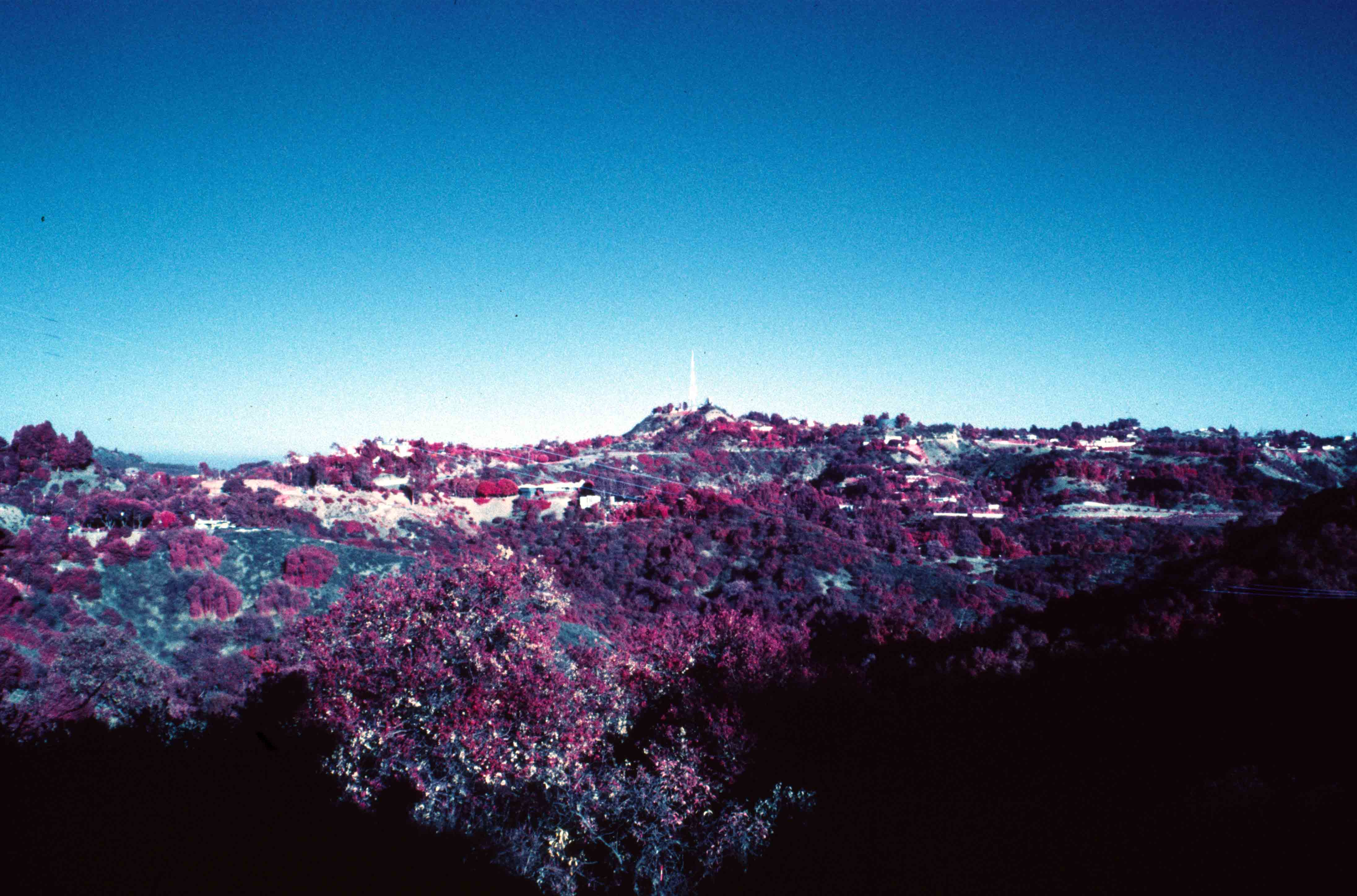
نمایی از تپه‌های هالیوود. فیلم اسلاید رنگی مادون قرمز کداک، لنز نیکون با فوکوس دستی ۳۵ میلی‌متری بدون فیلتر استفاده شده و با فرآیند E-6 توسعه یافته است.
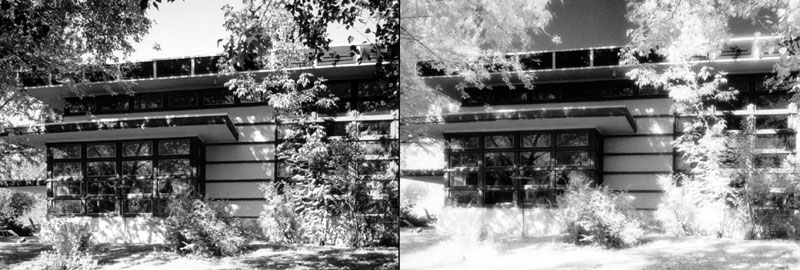
خانه رودین اثر فرانک لوید رایت: فیلم پانکروماتیک در سمت چپ، مادون قرمز در سمت راست
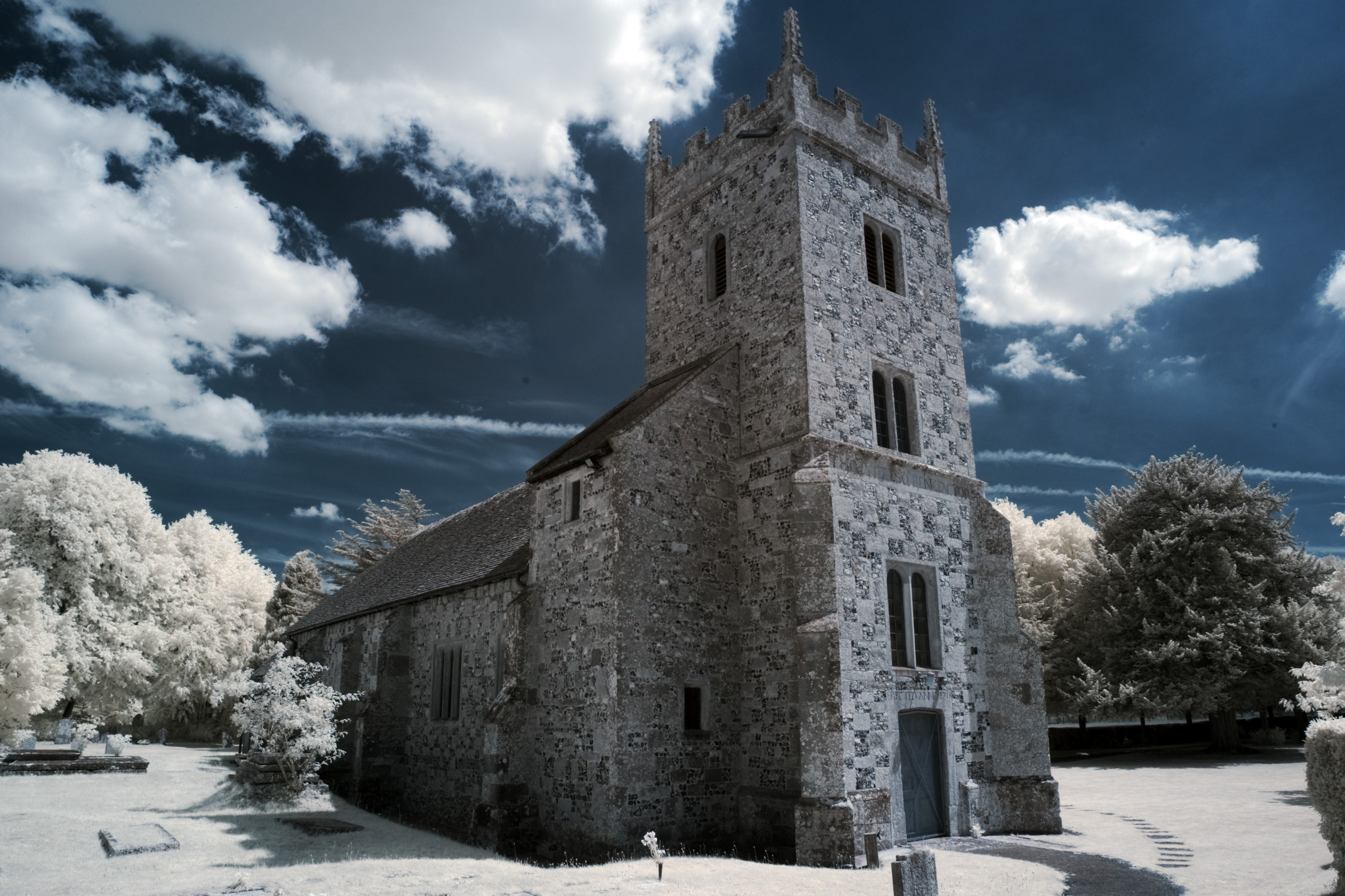
نمونه‌ای از عکاسی دیجیتال رنگی مادون قرمز. فیلتر مسدود‌کننده مادون قرمز دوربین حذف شده است. کانال‌های قرمز و آبی با رنگ آسمان معمولی‌تر تعویض شده‌اند.
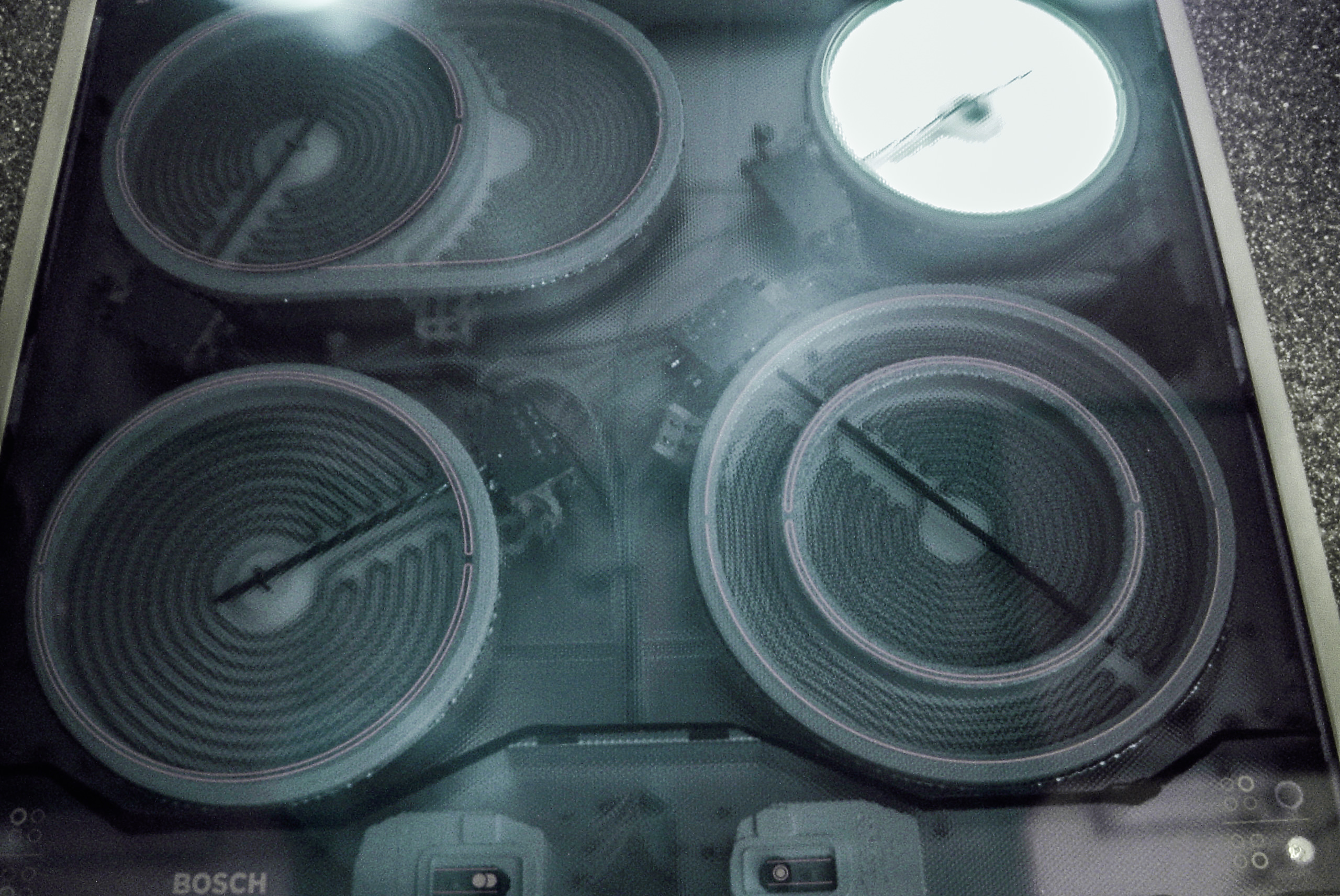
عکاسی مادون قرمز در شب از اجاق گاز با فیلتر قرمز ۶۰۰ نانومتری و فیلتر پلاریزه در نور روز.
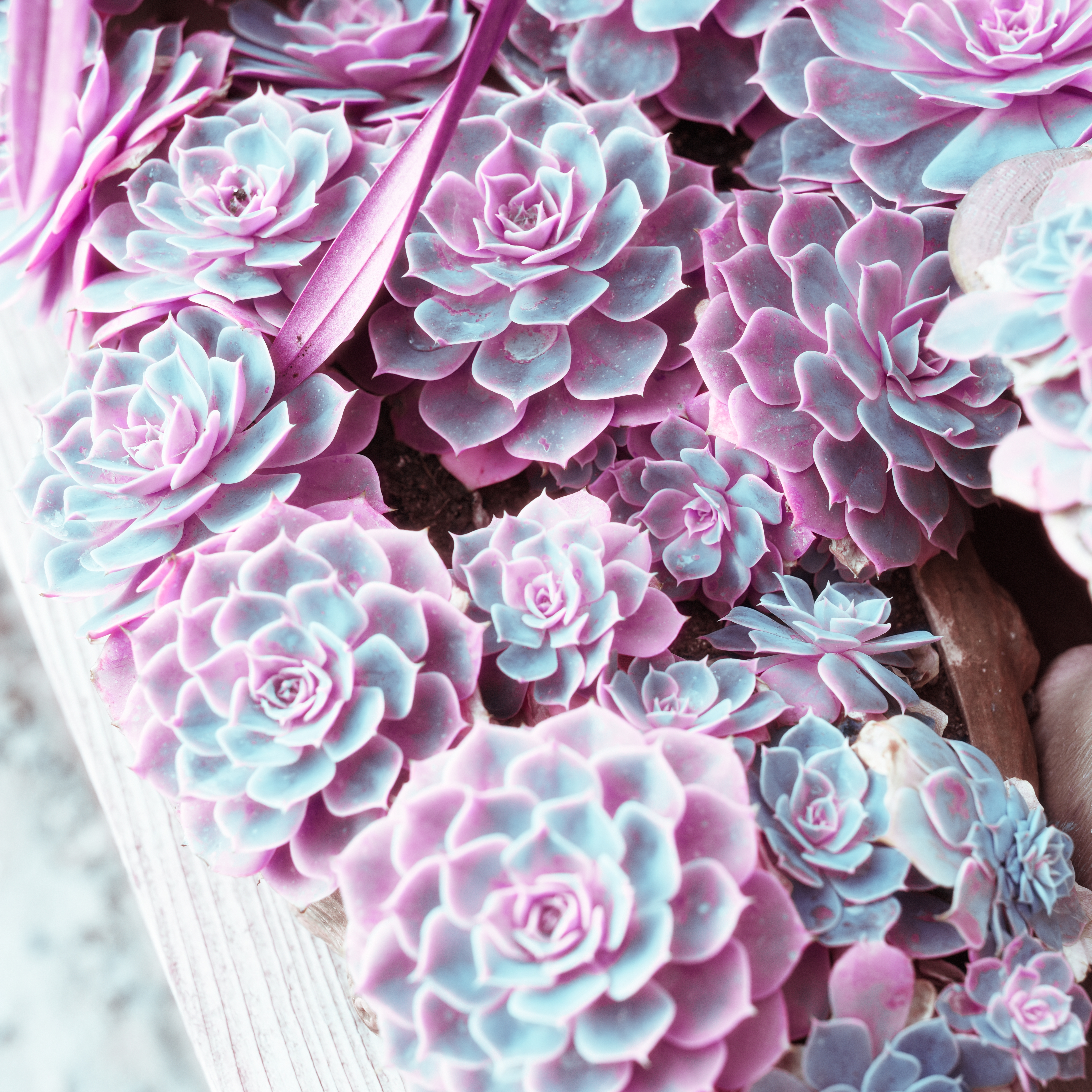
مادون قرمز دیجیتال با استفاده از لنز ۵۰ میلی متری، D810 و برنامه اکسپوژر. عکاسی مادون قرمز معمولاً مصنوعات با رنگ کاذب تولید می‌کند، مانند تبدیل سبزه‌ها به صورتی و بنفش همانطور که در این مثال نشان داده شده است.